# Château de Beauséjour (Tocane-Saint-Apre)
Pour les articles homonymes, voir Château de Beauséjour.
Le château de Beauséjour est un château français implanté sur la commune de Tocane-Saint-Apre dans le département de la Dordogne, en région Nouvelle-Aquitaine.

## Présentation
Le château de Beauséjour se situe à l'ouest du département de la Dordogne, deux kilomètres à l'ouest du bourg de Tocane-Saint-Apre, entre la route départementale 710 et la Dronne. C'est une propriété privée.

## Historique
Cette maison forte fut bâtie fin XVe , début XVIe siècle et sa chapelle, aujourd'hui en ruines, fut érigée en 1607. Au début du XXe siècle, des bâtiments agricoles ont remplacé les communs.
Louise de Lacropte-Chantérac, mère de Fénelon, y est née.

## Galerie

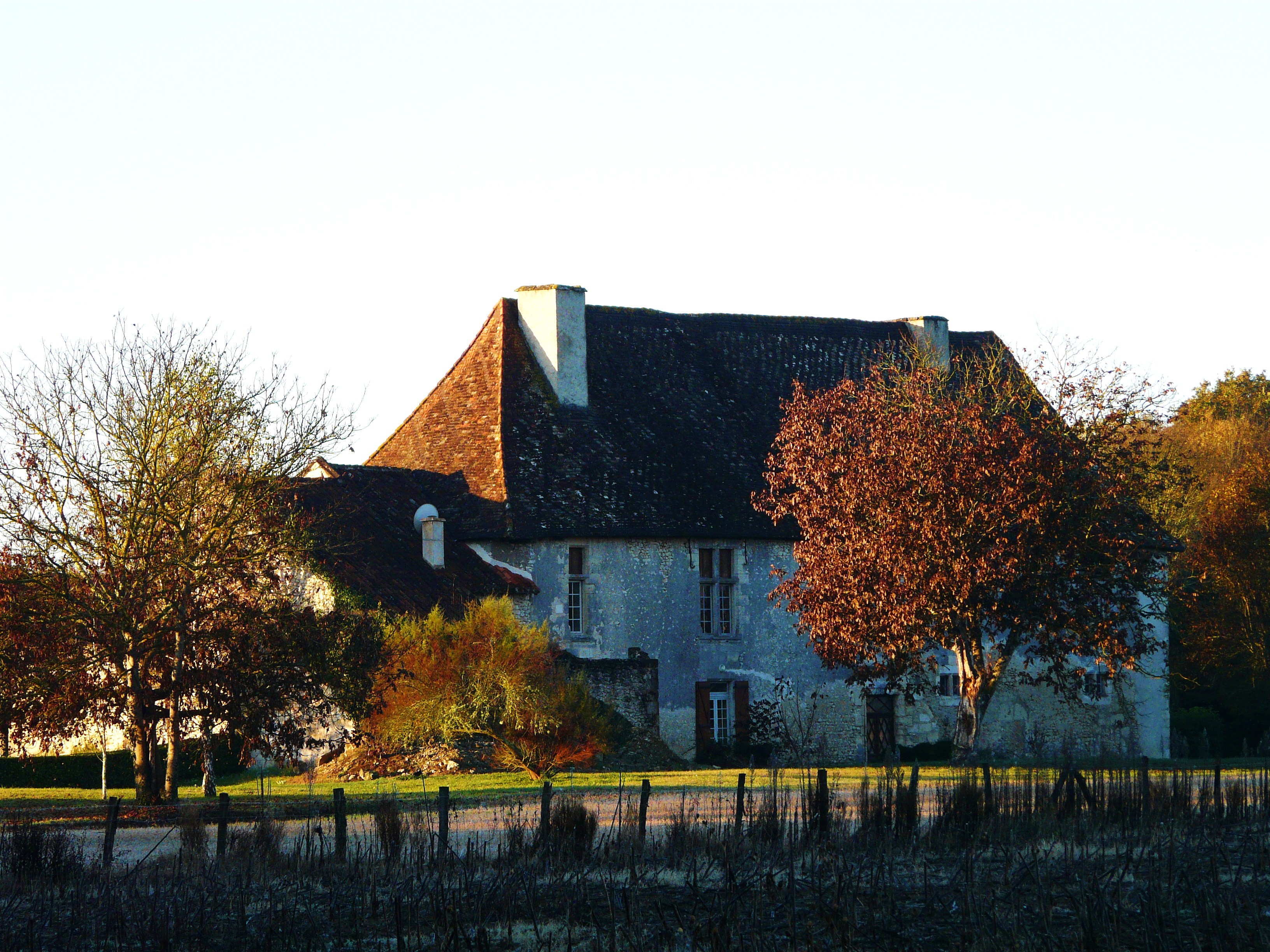
Le château vu depuis le nord-ouest
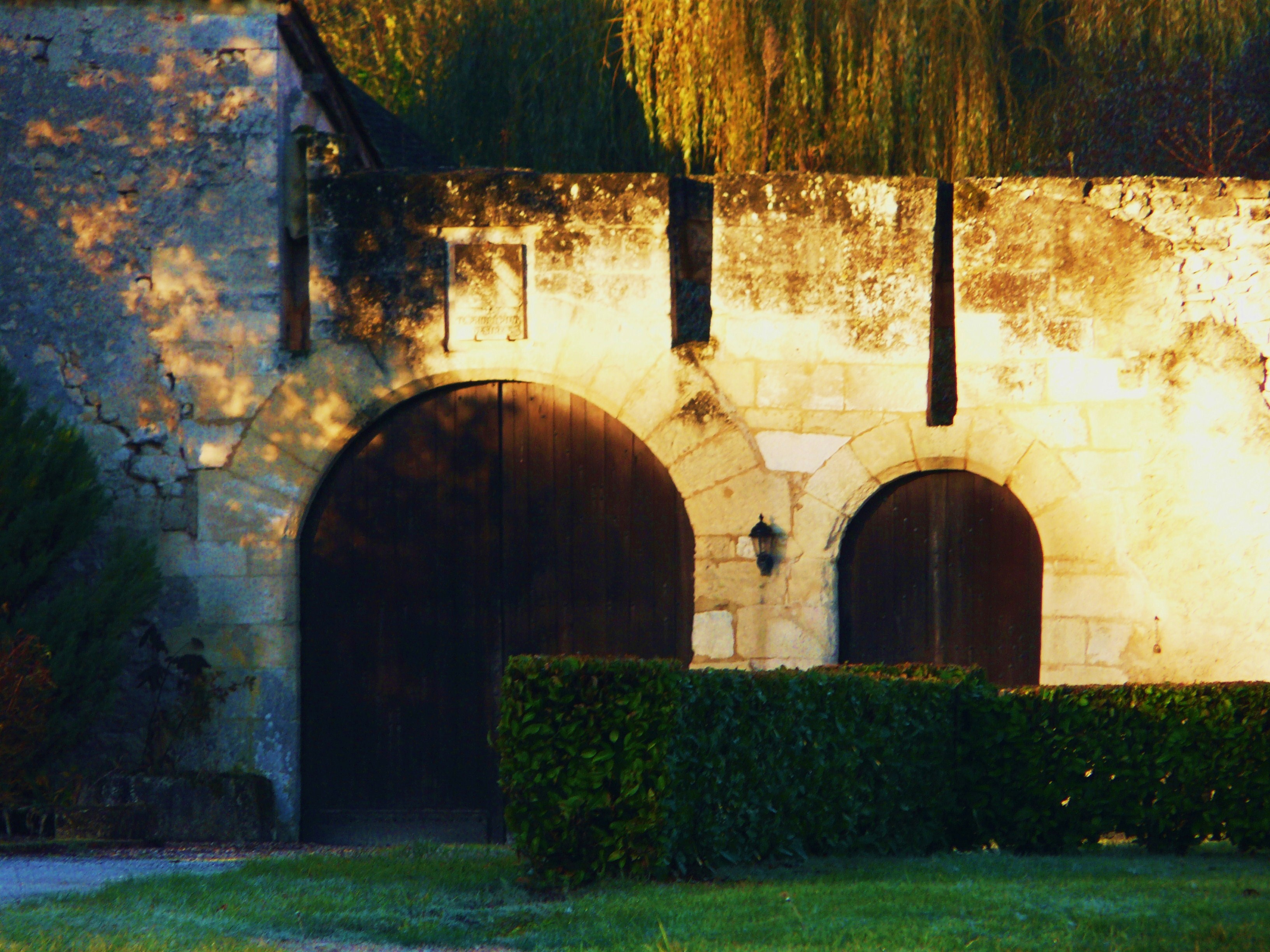
La porte cavalière et la porte piétonne
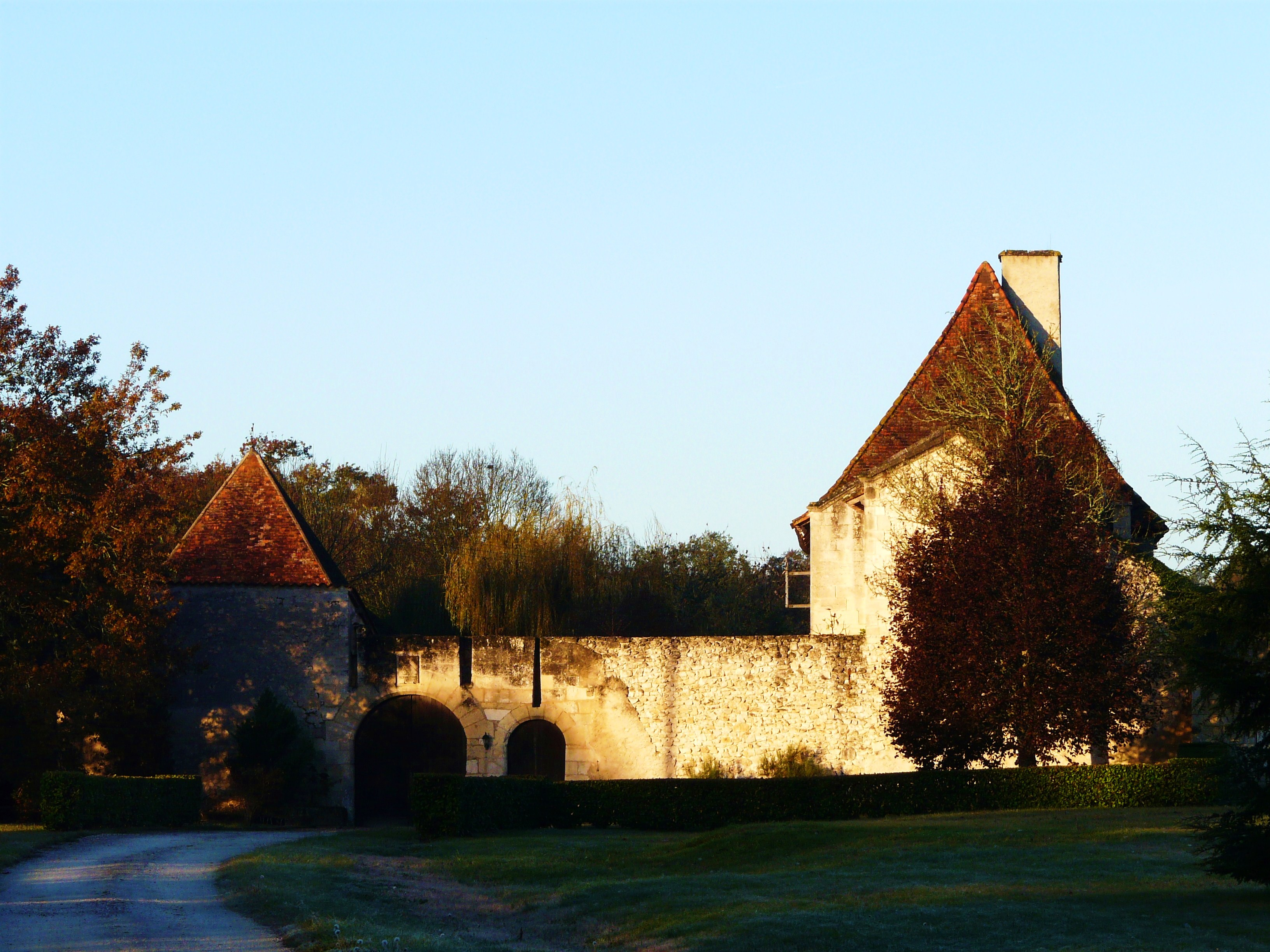
Le château vu depuis l'est
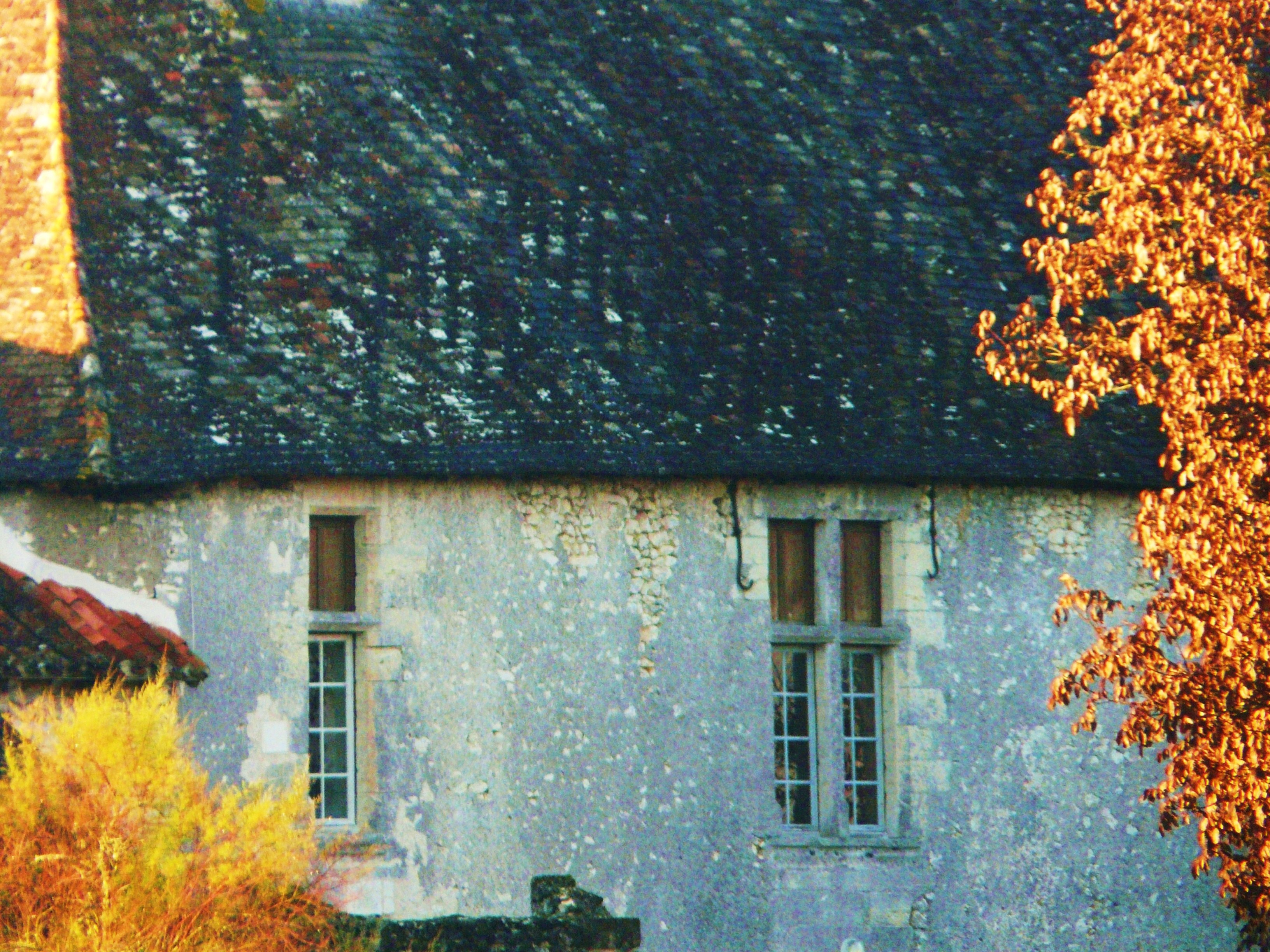
Des fenêtres à meneaux